# Équipe de Taïwan masculine de kayak-polo
L'équipe de Taïwan de kayak-polo est l'équipe masculine qui représente la Taïwan dans les compétitions majeures de kayak-polo.
Elle est constituée par une sélection des meilleurs joueurs taïwanais.
Elle compte à son palmarès trois titres de champion d'Asie (en 2005, 2007 et 2009).

## Palmarès
Parcours aux championnats d'Asie
- 19?? - 2003 : ?
- 2005 : 1re
- 2007 : 1re
- 2009 : 1re
- 2011 : 3e

Parcours aux championnats du Monde
- 1994 : 11e
- 1996 : 14e
- 1998 : 20e sur 20
- 2000 : 11e
- 2002 : 8e
- 2004 : 9e
- 2006 : 10e
- 2008 : 14e
- 2010 : 20e

Parcours aux jeux mondiaux
- 2005 : Ne participe pas
- 2009 : 6e